# Magica (álbum)
Magica fue el octavo álbum de estudio de la banda Dio, lanzado el 21 de marzo del 2000 por Spitfire Records. El disco marcó el retorno del guitarrista Craig Goldy, reemplazando a Tracy G. Goldy también aparece en los discos Dream Evil (1987) y Master of the Moon (2004). En él también participaron Jimmy Bain al bajo, Simon Wright a la batería y Scott Warren en los teclados. 

## Lista de canciones
1. «Discovery» (Dio) – 0:54
2. «Magica Theme» (Dio) – 1:16
3. «Lord of the Last Day» (Dio) – 4:04
4. «Fever Dreams» (Dio) – 4:37
5. «Turn to Stone» – 5:19
6. «Feed My Head» – 5:39
7. «Eriel» – 7:35
8. «Challs» – 4:25
9. «As Long as It's Not About Love» – 6:04
10. «Losing My Insanity» – 5:04
11. «Annica» (Bonus Track) – 3:46
12. «Otherworld» – 4:56
13. «Magica» (Reprise) – 1:53
14. «Lord of the Last Day» (Reprise) (Dio) – 1:44
15. «Magica - the Story» – 18:26

## Personal
- Ronnie James Dio – voz
- Craig Goldy – guitarra
- Jimmy Bain – bajo
- Scott Warren – teclados
- Simon Wright – batería